# 마우스가드

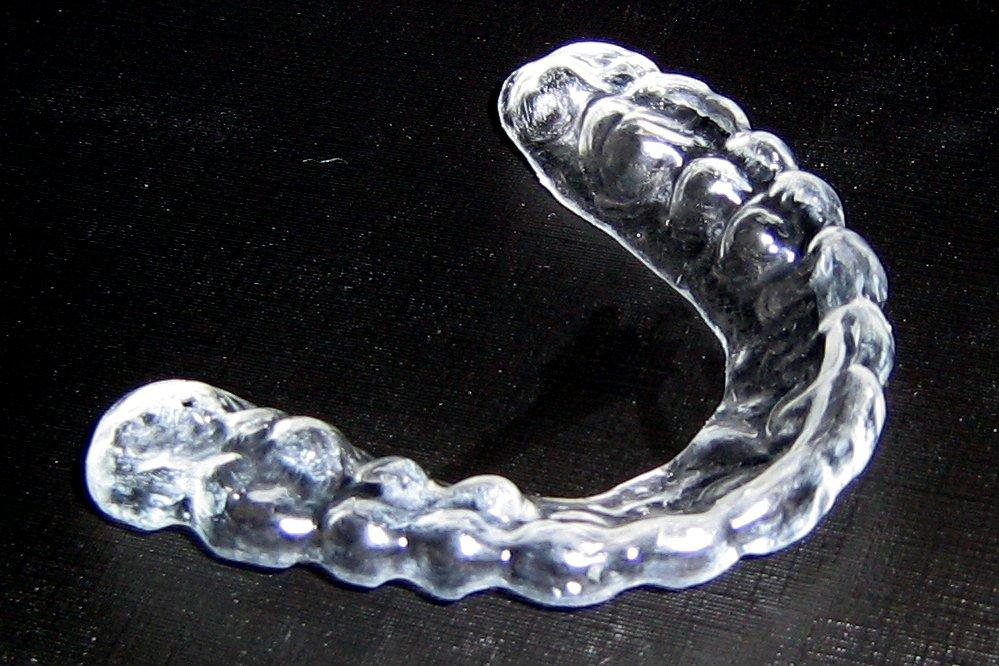
이갈이 치료를 위해 사용되는 마우스가드의 한 예

마우스가드(영어: mouthguard)는 입과 잇몸을 덮어서 치아, 입술, 잇몸의 상해를 예방하거나 줄이기 위한 입을 위한 보호 장치이다. 마우스가드는 컨택트 스포츠, 이 갈이나 턱관절 장애 치료, 특정 치아 수술의 일부(예: 치아 미백, 수면 무호흡증)로서 사용된다. 어떻게 응용하느냐에 따라 구강보호구(mouth protector), 마우스피스(mouth piece), 검실드(gumshield), 건가드(gunguard), 나이트가드(nightguard), 교합안전장치(occlusal splint) 등으로 불리기도 한다.

## 역사
마우스가드의 정확한 기원은 불분명하다. 대부분의 증거는 마우스가드의 개념이 복싱 운동에서 시작되었다는 점이다. 원래 복싱 선수들은 면, 테이프, 스펀지, 조그마한 목재 조각 외에 초보적 수준의 마우스가드를 직접 만들었다. 복싱 선수들은 자신의 이 사이에 이러한 물질을 꽉 물었다. 이 복싱 선수들은 싸우면서 동시에 이를 무는 것이 어려웠다. 이러한 장치들이 현실적이지 못하다고 입증되자 영국의 치과의사 Woolf Krause는 1892년에 복싱 선수들을 위한 마우스피스를 제조하기 시작했다.

## 사용범위
격투기,하키,풋볼 등 다양한 스포츠 종목에서 사용.
이갈이 효과 방지도 있어서 의료 보조 용품으로도 사용됨.
기성품과 맞춤형이 있는데, 자신의 구강구조에 맞게 사용해야함.

## 같이 보기
- 이 갈이

## 참고 문헌
- "Tooth surface loss; Part 3: Occlusion and splint therapy" British Dental Journal, Vol. 186, No. 5, 1999-03-13, via nature.com. Retrieved on 2007-08-18.
- Widmalm, Sven E. "Bite Splints in General Dental Practice", (Website, lectures from author's homepage), University of Michigan, 2003-11-14. Retrieved on 2007-08-19.
- Widmalm, Sven E. "Use and Abuse of Bite Splints", (Website, lectures from author's homepage), University of Michigan, 2004-10-27. Retrieved on 2007-08-19.